# Saint-Firmin (Nièvre)
Saint-Firmin é uma comuna francesa na região administrativa de Borgonha-Franco-Condado, no departamento Nièvre. Estende-se por uma área de 10,55 km². Em 2010 a comuna tinha 169 habitantes (densidade: 16 hab./km²).